# Gatillo

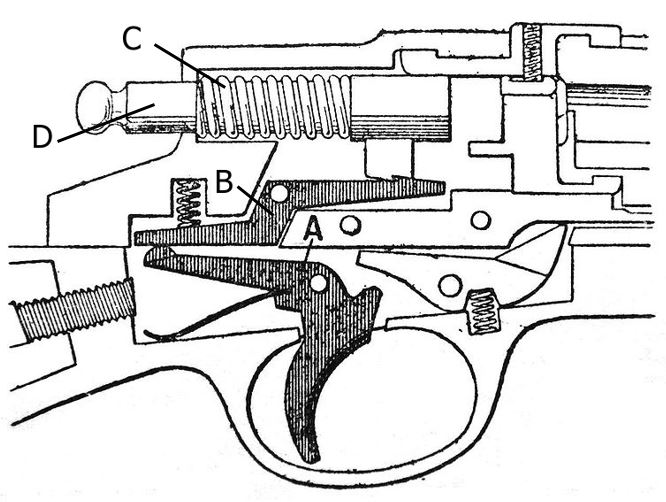
Diagrama del mecanismo del gatillo de un fusil de cerrojo.

La cola del disparador,conocido coloquialmente como gatillo, es un mecanismo que actúa como disparador de un arma de fuego, y otras armas como, por ejemplo, las ballestas, y sobre el cual se apoya el dedo, comúnmente el dedo índice, para provocar el disparo.
El disparador puede tener un seguro para prevenir descargas no deseadas y también puede tener un poco de textura que auxilie la prevención del deslizamiento de la posición de disparo. Por ejemplo, un patrón en una pistola puede ser constituido por rayitas horizontales, mientras que en otra pistola, hecha por otro fabricante, el patrón de textura puede consistir en hendiduras verticales.

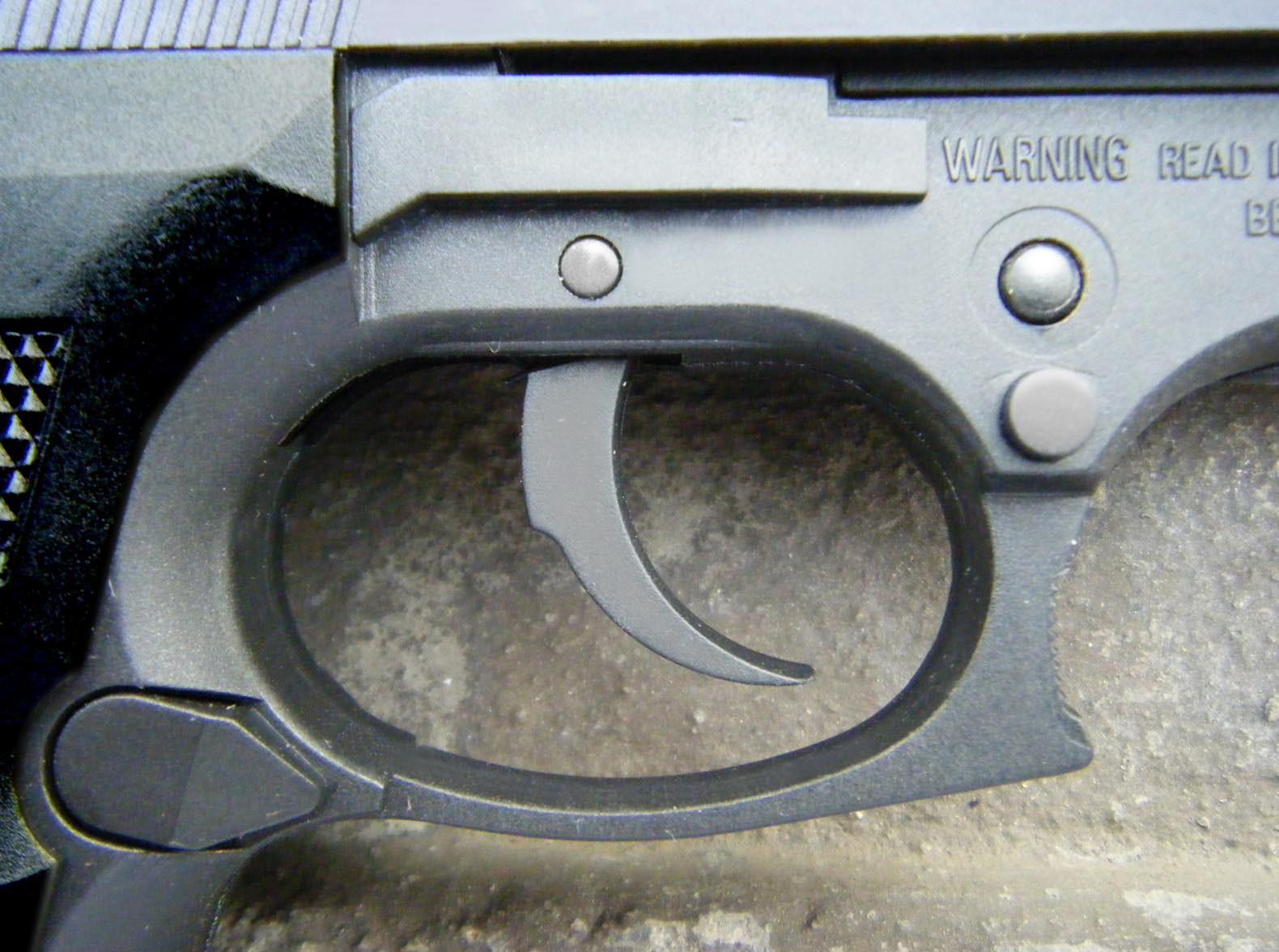
disparador de una pistola de doble acción.

Hay armas que tienen dos disparadores; por ejemplo, una escopeta de dos cañones. En este caso, cada disparador corresponde a cada cañón y cada uno percute el cartucho de su respectivo cañón.
En el caso de los subfusiles antiguos, se utilizaba un disparador para fuego semiautomático y el segundo para fuego automático. En la actualidad existen selectores para los diferentes modos de disparo.
Además, el término puede ser empleado al referirse a dispositivos generalmente mecánicos y similares, que tienen la finalidad de crear una acción determinada.
En medicina, se denomina gatillo de fusil una contracción muscular con flexión de miembros superiores e inferiores y extensión de cabeza y tronco. Es un signo de irritación meníngea.